# Arducius de Faucigny
Arducius de Faucigny († 25. Juli 1185), latinisiert von Ardizo (Hartwich), war von 1135 bis 1185 Bischof von Genf.
Arducius entstammt dem  Adelsgeschlecht der Herren von Faucigny. Arducius war der Sohn von Raoul, Herr von Faucigny und Constance de Beauvoir, und Neffe des Bischofs von Lausanne, Giroldus de Faucigny. Von 1126/1130 bis zu seinem Tod war er Propst des Lausanner Domkapitels. Arducius war ein treuer Parteigänger von Kaiser Friedrich Barbarossas, der den Bischöfen von Genf 1154 bzw. 1165 die Reichsunmittelbarkeit verlieh. In seiner Amtszeit wurde der Bau der Genfer Kathedrale begonnen.